# Villa, Viljandimaa
Villa är en ort i Estland. Den ligger i Tarvastu kommun och landskapet Viljandimaa, i den södra delen av landet, 150 km söder om huvudstaden Tallinn. Villa ligger 53 meter över havet och antalet invånare är 157.
Terrängen runt Villa är platt. Runt Villa är det glesbefolkat, med 10 invånare per kvadratkilometer. Närmaste större samhälle är Mustla, 3,5 km söder om Villa. Omgivningarna runt Villa är en mosaik av jordbruksmark och naturlig växtlighet.